# スターリニズムとナチズムの被害者記念の欧州の日
スターリニズムとナチズムの犠牲者のためのヨーロッパの日（英語: European Day of Remembrance for Victims of Stalinism and Nazism）および、ブラックリボンデー（Black Ribbon Day）は、毎年8月23日に定められた国際的な記念日である

。
また、「すべての全体主義と権威主義体制の犠牲者のための全ヨーロッパの追悼記念日」（Europe-wide Day of Remembrance for the victims of all totalitarian and authoritarian regimes）とも呼ばれている。
全体主義体制、特にスターリニズム、共産主義、ナチズム、ファシズムの犠牲者を追悼する日であり、
欧州連合によると「過激思想、不寛容、抑圧」の拒否を象徴する日でもある。
この記念日は、大規模な国外追放や虐殺の犠牲者を記憶するとともに、民主主義的価値観を促進し、ヨーロッパの平和と安定の強化を目的としている。

欧州連合、欧州安全保障協力機構（OSCE）、およびその他のいくつかの国々によって公式に認められており、毎年8月23日に記念されている。欧州連合では、2009年に欧州議会によって公式に定められ、ヨーロッパの日と並ぶEUの公式記念日とされている。また、カナダでは「ブラックリボンデー」の名称で公式の追悼日とされており、欧州連合でも「ブラックリボンデー」と「スターリニズムとナチズムの犠牲者のためのヨーロッパの日」の両方の名称が併用されている。
8月23日という日付は、ソビエト連邦とナチス・ドイツが独ソ不可侵条約（モロトフ＝リッベントロップ条約）を調印した1939年8月23日に由来している。  
この条約には秘密議定書が付されており、ルーマニア、ポーランド、リトアニア、ラトビア、エストニア、フィンランドなど東ヨーロッパ諸国の勢力圏をソビエト連邦とナチス・ドイツの間で分割することが合意されていた。